# Michael J. Devlin
Michael John Devlin (nacido el 19 de noviembre de 1965) es un criminal estadounidense condenado por secuestro y abuso sexual infantil. Actualmente cumple tres cadenas perpetuas en Crossroads Correctional Center en Cameron, Missouri.

## Crímenes
El 12 de enero de 2007, Devlin fue detenido y acusado del secuestro de cuatro días antes del niño de 13 años de edad, William Benjamin "Ben" Ownby, a quien la policía encontró ese día. En el momento de su descubrimiento, los agentes del orden encontraron otro adolescente desaparecido, Shawn Hornbeck. Había desaparecido el 6 de octubre de 2002, a los 11 años mientras montaba su bicicleta a la casa de un amigo en Richwoods, Missouri. Nadie había oído hablar de él hasta que fue descubierto en el apartamento de Devlin.
Los dos adolescentes fueron descubiertos después que la policía notó la camioneta blanca de Devlin, que coincidía con la descripción de un vehículo en las proximidades de la abducción de 2002, en el estacionamiento de su edificio de apartamento. Ellos pasaron a estar allí para servir una orden de arresto no relacionado. Hornbeck vivió con Devlin, quien presentó al chico como su hijo. Él fue separado de su familia durante un total de cuatro años, tres meses y seis días, tiempo durante el cual se establecieron la Fundación Hornbeck Shawn y de Búsqueda y Rescate. Los dos chicos se reunieron con sus familias después de su descubrimiento.
Poco después de la detención, los fiscales y los investigadores de los condados de Washington, Franklin, San Luis y Lincoln, junto con el FBI, la Patrulla de Carreteras del Estado de Misuri, y la policía de Kirkwood y St. Charles, formaron un grupo de trabajo para investigar la posible participación de Devlin en otros casos sin resolver.